# Guía extraterrestre
Guía Extraterrestre, más conocido como GET, era un programa de televisión, emitido por la señal Infinito, entre 2003 y 2004.

## Argumento
El programa tocaba el tema sobre la posibilidad de vida en otros planetas y los avistamientos de ovnis. También entrevistaba a personas que han vivido la experiencia de contactar extraterrestres. En el programa Grabado en México aparecieron experimentados investigadores como: César Buenrostro, Carlos Guzmám, Francisco Domínguez, Pascal Loprestí, Yohanan Díaz, Héctor Chavarria, Héctor Sampson entre lo más destacable. El formato se denominaba docureality porque se realizaba con una investigación particular como el eje del guion, donde el protagonista iba al lugar de los hechos, hacia estudios, y entrevistaba a los posibles testigos del evento.

## Temporadas
GET ha tenido solamente 2 temporadas durante su emisión en Infinito. La primera temporada se realizó en México (en 2003), mientras que la segunda temporada se realizó en Argentina (en 2004).
- Datos: Q6441539